# Тайдингс, Миллард Эвелин
Миллард Эвелин Тайдингс (англ. Millard Evelyn Tydings; 6 апреля 1890, округ Харфорд, Мэриленд — 9 февраля 1961, округ Харфорд) — американский юрист, писатель и политик; член Демократической партии; конгрессмен с 1923 по 1927 год; сенатор с 1927 до 1951 год; являлся противником Нового курса президента США Франклина Рузвельта из-за своего фискального консерватизма — предложил конституционную поправку, требовавшую, чтобы федеральный бюджет всегда являлся сбалансированным; являлся активным критиком Сухого закона.

## Биография
В 1934 году вместе с Джоном Макдаффи Миллард Тайдингс разработал законопроект, по которому Филиппины получали независимость после 10-летнего переходного периода. Закон получил имя Тайдингса — Макдаффи.

## Работы
- Before and after prohibition (1930)
- Counter-attack; a battle plan to defeat the depression (1933)